# Bolgár Népi Szövetség
A Bolgár Népi Szövetség három bolgár politikai párt választási szövetsége volt 2005–2009 között:
- Szabad Demokraták Szövetsége
- Bolgár Földműves Népi Szövetség – Népi Szövetség (a több Bolgár Földműves Népi Szövetség nevű bolgár párt egyike)
- Belső-macedóniai Forradalmi Szervezet

## Választási eredmények
| év   | szavazatarány | mandátumszám | szavazatszám | státusz  |
| ---- | ------------- | ------------ | ------------ | -------- |
| 2005 | 5,19%         | 13           | 189 268      | ellenzék |